# Stylogyne turbacensis
Stylogyne turbacensis (Kunth) Mez – gatunek roślin z rodziny pierwiosnkowatych (Primulaceae). Występuje naturalnie w Meksyku, Belize, Gwatemali, Hondurasie, Kolumbii, Wenezueli, Ekwadorze oraz Peru. 

## Morfologia
PokrójZimozielone drzewo lub krzew. Dorasta do 10 m wysokości.
LiścieBlaszka liściowa ma eliptyczny lub eliptycznie odwrotnie jajowaty kształt. Mierzy 16–23 cm długości oraz 16–18 cm szerokości, jest całobrzega, ma klinową lub zbiegającą po ogonku nasadę i wierzchołek od ostrego do spiczastego. Ogonek liściowy jest nagi i ma 5–7 mm długości.
KwiatyObupłciowe lub rozdzielnopłciowe (dwupienne), zebrane w wierzchotkach przypominających baldachogrona, wyrastają z kątów pędów. Mają 5 działek kielicha o owalnie eliptycznym kształcie. Płatków jest 5, są odwrotnie jajowate.
OwocePestkowce mierzące 4-7 mm średnicy, o kulistym kształcie.

## Zmienność
W obrębie tego gatunku oprócz podgatunku nominatywnego wyróżniono jeden podgatunek:
- S. turbacensis subsp. laevis (Oerst.) Ricketson & Pipoly